# 唐纳德·罗普
唐纳德·罗普（英語：Donald Rope，1929年2月2日—2009年7月28日），加拿大男子冰球运动员。他曾代表加拿大参加1956年和1960年冬季奥林匹克运动会冰球比赛，共获得一枚银牌和一枚铜牌。